# MAN

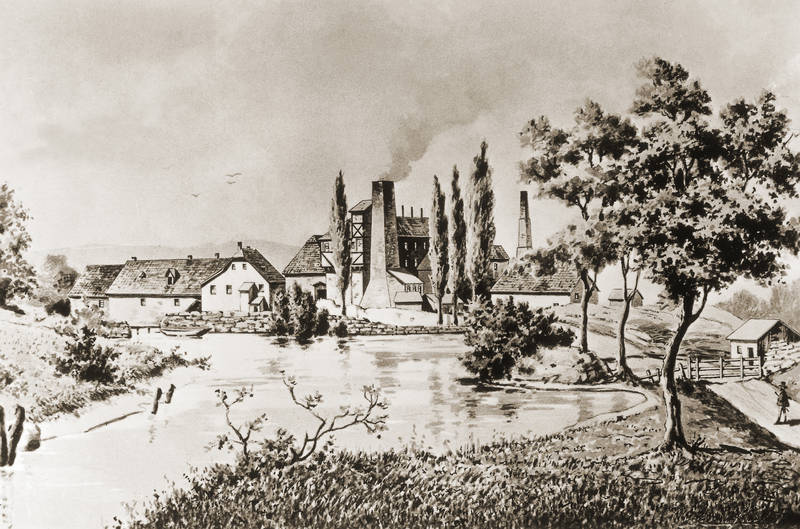
Металлургический завод Святого Антония

MAN SE (прежнее название: машиностроительная фабрика Maschinenfabrik Augsburg-Nürnberg; SE) — автомобильный концерн, европейское акционерное общество открытого типа. Штаб-квартира расположена в Мюнхене. Основной акционер компании — концерн Volkswagen AG, владеющий 75,73 % акций. На предприятиях MAN по всему миру работает 53 824 человека (из них 31 444 сотрудника — в Германии).
Ежегодный оборот составляет 14,2 млрд евро (2017 год), из них 76 % приходятся на производство за пределами Германии.

## История

### Основание MAN
У истоков концерна MAN стоят производства, расположенные в Рурском регионе и на юге Германии. Старейшим предприятием-предшественником считается металлургический завод Святого Антония (нем. Eisenhütte St. Antony), основанный в 1758 году в Оберхаузене (нем. Oberhausen) и положивший начало развитию горнодобывающей промышленности в Рурском регионе. В 1808 году совместно с двумя соседними металлургическими заводами входит в состав горнодобывающего общества Jacobi, Haniel & Huyssen, которое в 1873 г. получает название горнодобывающая компания Gutehoffnungshütte, Aktienverein für Bergbau und Hüttenbetrieb (GHH) в районе Штеркраде.
В то же время в 1840 году, Людвиг Зандер (1790—1877) и Жан Гаспар Долльфус (1812—1889) основали в Аугсбурге (Бавария, Южная Германия) машиностроительную фабрику Людвига Зандера (нем. Sander’sche Maschinenfabrik), стоящую у истоков компании MAN. Позже она получила имя Карла Аугуста Райхенбаха, одного из основателя печатной машины, а затем была переименована в машиностроительную фабрику Maschinenfabrik Augsburg. В 1898 году в результате слияния со сталелитейным заводом и машиностроительной фабрикой Klett & Comp. (нем. Eisengießerei und Maschinenfabrik Klett & Comp; 1841 г., Нюрнберг) была образована машиностроительная фабрика Maschinenfabrik Augsburg-Nürnberg AG, которая в 1908 году стала называться сокращённо — M. A. N.
В то время как предприятия Рурского региона занимались добычей руды и производством железа, фабрики в Аугсбурге и Нюрнберге специализировались на машиностроении. В 1859 году на заводе M.A.N. в Густавсбурге началось производство мостов и стальных конструкций. Генрих фон Буз, владелец и директор машиностроительной фабрики в Аугсбурге до 1913 года, превратил скромное предприятие с 400 сотрудниками в крупнейший завод, насчитывающий 12 000 работников. Инженер Макс Карстаньен сконструировал Вуппертальскую подвесную железную дорогу (нем. Wuppertaler Schwebebahn), в строительстве которой принимали участие рабочие завода M.A.N. в Густавсбурге. Большой вклад инженеры и сотрудники завода в Густавсбурге внесли также в проектирование и строительство Мюнгстенского моста (нем. Müngstener Eisenbahnbrücke) — самого высокого железнодорожного моста в Германии и первого моста, возведённого по технологии навесного монтажа. Работы над ним велись с 1893 по 1897 год Первый стальной мост, Гроссесселохерский (нем.: Großhesseloher Brücke), возведённый в 1857 году в Мюнхене, был одним из последних мостов, конструкцию которого инженеры завода в Нюрнберге создавали под руководством Генриха Готфрида Гербера. Изобретение ротационной печатной машины позволило использовать печатную бумагу на рулонах вместо того, чтобы класть каждый лист отдельно. Это ускорило развитие средне- и крупнотиражного печатания книг и газет. С 1893 по 1897 год в заводской лаборатории в Аугсбурге Рудольф Дизель совместно с инженерами M.A.N создавал свой первый работающий дизельный двигатель.
В 1915 году Антону фон Риппелю после долгих переговоров удалось основать совместное предприятие со швейцарским промышленником Адольфом Заурером. Автомобильные заводы Адольфа Заурера (нем. Automobilwerke Adolph Saurer) и машиностроительная фабрика Augsburg-Nürnberg AG образовали компанию по производству грузовых автомобилей Lastwagenwerke M.A.N.-Saurer, которая была внесена в торговый реестр Нюрнберга 21 июня 1915 года. Производство грузовых автомобилей, которое вначале базировалось в Линдау на Боденском озере, в 1916 году было перенесено в Нюрнберг.
В 1921 году MAN и концерн Haniel объединили свои интересы в нефтяной отрасли, основав нефтяную компанию Oelhag с равными долями участия. В 1920-е годы часть акций была продана нефтяной компании Atlantic Refining. Во время мирового экономического кризиса оставшийся пакет акций в полном объёме получили германо-американская нефтяная корпорация Deutsch-Amerikanische Petroleum Gesellschaft и нефтегазовая компания Rhenania-Ossag.
В 1921 году председатель правления компании Gutehoffnungshütte Пауль Ройш приобрёл контрольный пакет акций компании MAN, находившейся тогда в неблагополучном финансовом положении. До 1986 г. компания MAN входила в состав концерна GHH. Целенаправленное заключение договоров о долевом участии и покупка акций перерабатывающих предприятий, таких как судостроительная компания Deutsche Werft (1918), Ферросталь (нем. Ferrostaal) (1921), завод по производству приводных механизмов и коробок передач Zahnräderfabrik Augsburg, vorm. Joh. Renk (Act. Ges.) (1923) и судостроительная компания Deggendorfer Werft und Eisenbau (1924) — привело к тому, что концерн стал одним из самых влиятельных и крупных предприятий в Германии.

### Экономический кризис и Вторая мировая война
Тем временем финансовое положение концерна GHH стремительно ухудшалось. Причинами тому послужили репарации, которые Веймарская республика должна была выплачивать после Первой мировой войны, Рурский конфликт и Мировой экономический кризис. За два года число рабочих MAN сократилось с 14 000 (1929/1930 гг.) до 7 400 (1931/1932 гг.). В то время как производство изделий гражданского назначения сокращалось, военная промышленность набирала обороты: в нацистской Германии началось глобальное вооружение армии. Концерн GHH/MAN производил дизельные двигатели для подводных лодок, артиллерийские гильзы, танки и различные виды орудий.
Во время Второй мировой войны завод MAN в Аугсбурге, на котором производились дизельные двигатели для подводных лодок, стал объектом прицельных бомбардировок. Воздушным атакам также подвергся завод в Нюрнберге, где выпускался танк «Пантера». Председатель правления концерна Отто Мейер старался всеми силами сохранить производство гражданских грузовых автомобилей. В 1941/1942 годах было построено 1085 гражданских грузовиков, в 1942/1943 1719 единиц, в июне 1944 — ещё 63 единицы. В октябре 1944 г. завод в Нюрнберге был в очередной раз атакован с воздуха: помещения и станки для производства грузовиков были полностью разрушены.

### Послевоенное время

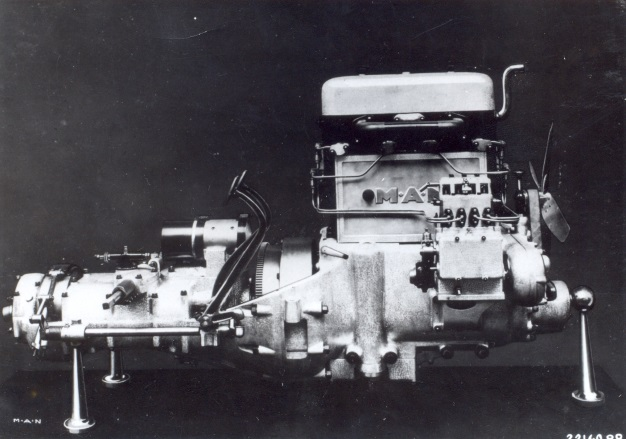
Дизельный двигатель MAN с коробкой передач, Берлинская автомобильная выставка, декабрь 1924 г.

После окончания Второй мировой войны союзники начали политику декартелизации крупных концернов, в том числе и GHH. Горнодобывающие предприятия и компании по производству железа и стали не могли входить в один концерн. Поэтому компания Gutehoffnungshütte и заводы MAN на юге Германии продолжили производство оборудования и станков, грузовых автомобилей и печатных машин, тогда как разработку горных месторождений пришлось остановить. Более узкая отраслевая направленность нашла отражение в сделках, проведённых концерном в послевоенное время: 1953 г. — образование совместного предприятия с китайской компанией по производству грузовых автомобилей и автобусов Jinhua Youngman Vehicle Co. Ltd..
1966/67 годы — продажа доли акций судостроительной компании Deutsche Werft
1971 — приобретение части акции производителя грузовых автомобилей и автобусов Büssing.
1979 — поглощение компании по производству печатных машинок Faber & Schleicher и образование MAN Roland Druckmaschinen AG
В 1982/1983 годах концерн GHH столкнулся с тяжёлой кризисной ситуацией. Сказывались последствия второго нефтяного кризиса и плохая экономическая конъюнктура в целом: объёмы продаж грузовых автомобилей постоянно снижались. Причиной нестабильности концерна наряду с внешними факторами была и устаревшая организационная структура с перекрёстным субсидированием подразделений. Манфред Леннингс, который в то время был директором GHH, предложил концепцию по финансовому оздоровлению, предполагающую полное слияние дочерних компаний с концерном. Однако она была отклонена основными акционерами — страховой компанией Allianz AG и банковским концерном Commerzbank. В прессе говорилось о «баварском заговоре» против директоров концерна GHH. В 1986 году председатель правления Клаус Гётте провёл реструктуризацию, в результате которой GHH стал концерном на основе договорных обязательств с экономически независимыми подразделениями на разных производственных площадках.
В 1985/1986 годах была проведена масштабная реструктуризация концерна M.A.N. Машиностроительная фабрика Maschinenfabrik Augsburg-Nürnberg AG и Акционерное объединение Gutehoffnungshütte AG образовали акционерное общество MAN (нем. MAN Aktiengesellschaft). Штаб-квартира переехала из Оберхаузена в Мюнхен. Изменения произошли и на уровне дочерних предприятий: подразделение Коммерческие автомобили (ранее UBN) было обособлено и переведено в разряд юридически независимых. 6 декабря 1985 г. грузовое подразделение получило название MAN Nutzfahrzeuge GmbH), переняв также деятельность Büssing Automobilwerke GmbH. 15 марта 1989 г. в торговом реестре компания была зарегистрирована в качестве акционерного общества. Аналогичным образом в самостоятельные предпринимательские компании с ограниченной ответственностью были реорганизованы и другие подразделения концерна MAN, такие как MAN Neue Technologie, производитель дизельных двигателей B&W Diesel и Gutehoffnungshütte.
20 июня 2001 года компания MAN Nutzfahrzeuge AG приобрела марку NEOPLAN у компании Gottlob Auwärter GmbH & Co. KG. Продукция NEOPLAN и автобусы MAN выпускались компанией NEOMAN GmbH в Зальцгиттере. 1 февраля 2008 г. NEOMAN интегрировали в международное отделение MAN Bus в рамках группы MAN-Nutzfahrzeuge. В 2003 году MAN начал внедрять стратегию фокусирования и концентрации на определённых отраслях. 50 % акций компании были проданы холдингу SMS Holding. В целях развития турбомашиностроения была приобретена фирма Sulzer Turbo.

### Дело Scania
В сентябре 2006 года компания MAN сделала предложение о покупке своего конкурента, шведского производителя грузовых автомобилей Scania. 19 декабря Еврокомиссия признала предложение правомерным. Однако 23 января 2007 года компания MAN добровольно отозвала своё предложение после того, как оно было отклонено главным акционером Scania концерном Volkswagen AG и влиятельным семейством Валленбергов. 24 декабря 2008 года MAN заявил о получении опциона на покупку базового актива Scania, и, как следствие, о владении более 20 % акций.
В то же время концерн Volkswagen AG увеличивает свою долю участия в компании MAN с 15 % (октябрь 2006 года) почти до 30 %. В начале декабря 2008 года компания MAN приобретает предприятие по производству грузовых автомобилей и автобусов VW Truck and Bus Brasilien и переименовывает его в MAN Latin America. За счёт этой сделки MAN занял 30 % автомобильного рынка Бразилии. Весной 2009 года MAN продал 70 % акций дочерней фирмы MAN Ferrostaal нефтяной инвестиционной компании IPIC со штаб-квартирой в Абу-Даби.
С мая 2009 года MAN является европейским акционерным обществом открытого типа (SE). В июле 2009 года MAN сообщил об объединении дочерних компаний MAN Turbo, MAN Diesel и Renk в подразделение Power Engineering. Также компания MAN начала стратегическое партнёрство с китайским производителем грузовых автомобилей Sinotruk.

### Коррупционный скандал
В 2009 году мюнхенская прокуратура обвинила компанию MAN в даче взяток в размере до 80 млн евро правительствам 20 стран и деловым партнёрам в период с 2001 по 2007 год. Целью взяток было получение крупных заказов на поставку автобусов и грузовиков. Глава компании Хокан Самуэльcсон и некоторые другие члены правления были вынуждены уйти в отставку. Штрафы и налоговые выплаты составили 220 млн евро. На должность главы компании наблюдательный совет предложил австрийца Георга Пахта-Рейнхофена, который 17 декабря 2009 года был объявлен председателем совета директоров и директором компании. 1 мая 2010 года компания MAN образовала совместное предприятие с немецким концерном Rheinmetall — предприятие по производству военной автотехники Rheinmetall MAN Military Vehicles.
В июне 2010 года судебная коллегия по уголовным делам № 6 земельного суда Мюнхена I приговорила бывшего председателя правления MAN Turbo к двум годам условно и к выплате размером 100 000 евро в пользу благотворительных организаций. Ушедший на пенсию менеджер компании MAN признал, что в 2004 году дал взятку в размере 9 млн евро в целях получения производственного заказа из Казахстана. Председательствующий судья Ханс-Йоахим Эккерт выразил своё уважение обвиняемому за то, что тот сразу признал свою вину и не пытался снять c себя ответственность за совершённое преступление.
В сентябре 2012 года земельный суд Мюнхена I обвинил бывшего главу подразделения грузовых автомобилей Антона Вайнманна в пособничестве в даче взятки. Менеджер был приговорён к 10 месяцам лишения свободы, которое затем было заменено на условное заключение, и к денежной компенсации в размере 100 000 евро. Вайнманн долгое время пытался доказать свою невиновность. Председательствующий судья судебной коллегии по уголовным делам № 6, Ханс-Йоахим Экерт, уточнил, что Вайнманн напрямую не обвиняется ни в даче взятки, ни в корыстных мотивах. Вайнманн многое сделал для развития системы комплаенса в том «бардаке», который царил тогда в компании MAN. Вынесенный 19 сентября 2012 года приговор основывался на внесудебном соглашении всех участников процесса, в котором Вайнманну были выдвинуты обвинения в некоторых аспектах. Адвокат Хольгер Матт заявил, что Вайнманн признаёт своё косвенное участие в сомнительных сделках. Председательствующий судья Эккерт выразил своё уважение Вайнманну. В мотивировке приговора Эккерт уточнил, что Вайнманн обвиняется исключительно в бездействии. «Ни прокуратура, ни судебная коллегия по уголовным делам не обвиняет вас в умышленном преступлении».
В августе 2013 года бывший председатель правления Самуэльссон заключил внесудебное соглашение с мюнхенской прокуратурой. В рамках соглашения коррупционное расследование в отношении Самуэлльсона было приостановлено. Самуэлльсон в свою очередь выплатил 500 000 евро некоммерческим организациям. К тому времени он уже возглавлял компанию Volvo. Самуэлльсон объяснил готовность к заключению соглашения той ответственностью, которую налагает на него пост председателя правления, но никак не признанием собственной вины. В то же время Самуэлльсон обязался выплатить компании MAN денежную компенсацию в размере 1,25 млн евро.

### Слияние с концерном Volkswagen
31 мая 2011 года концерн Volkswagen AG выдвинул акционерам компании MAN SE предложение об обязательном выкупе акций на основании закона о приобретении ценных бумаг и взятии под свой контроль и управление с целью покупки и слияния с дочерней фирмой Scania.

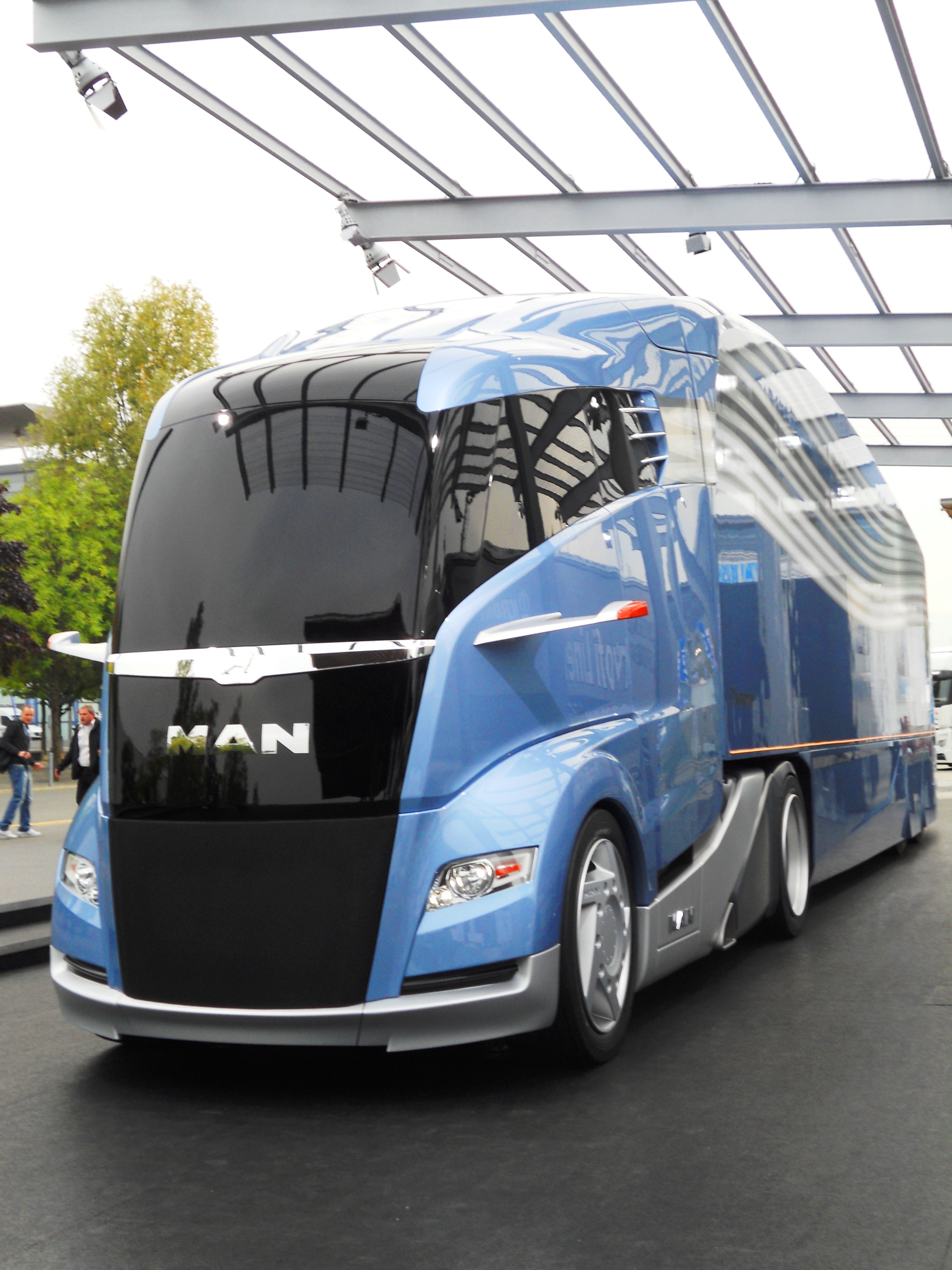
Концептуальный седельный тягач MAN Concept S (_{коэффициент аэродинамического сопротивления Cx} 0,3) на Международной выставке грузового автотранспорта IAA 2012

Концерн Volkswagen AG предложил всем акционерам до 29 июня 2011 года получить денежные выплаты в размере 95,00 евро за обыкновенную акцию MAN и 59,90 евро за привилегированную акцию.
9 ноября 2011 года концерн Volkswagen увеличил долю участия в компании MAN SE до 55,90 % голосующих акций и 53,71 % основного капитала. Покупка компании MAN SE имела целью объединение дочерних предприятий MAN, Scania и Volkswagen Commercial Vehicles и укрепление позиций всех трёх марок на мировом рынке.
В тот момент MAN и Scania зафиксировали отставание от китайских и индийских производителей грузовых автомобилей и потерю доли рынка. В связи с этим возникла необходимость стимулировать продажи конкурентоспособной продукции. Продуманная централизованная координация трёх дочерних марок — MAN, Scania и Volkswagen Commercial Vehicles — позволила сократить расходы и модернизировать технические разработки, что привело к повышению конкурентоспособности коммерческих автомобилей, производимых концерном Volkswagen AG.
На общем собрании акционеров компании MAN 6 июня 2013 года были подтверждены заключённые между Volkswagen AG и MAN договор об отчислении прибыли и договор о передаче управления, что формально означало прекращение деятельности MAN как самостоятельного предприятия. С этого момента компания MAN полностью подчиняется руководству Volkswagen AG. Концерн Volkswagen AG контролирует прибыль, убытки, риски и обладает правом издавать директивы и нормативные указания. Продолжительное общее собрание акционеров завершилось подтверждением договора о передаче управления. Руководство концерна Volkswagen AG было заинтересовано в создании прочного союза, объединяющего марки MAN, Scania и Volkswagen Commercial Vehicles

### Холдинг Volkswagen Truck & Bus
5 мая 2015 года концерн Volkswagen AG, владеющий контрольным пакетом акций, объявил о создании нового холдинга.  Truck & Bus GmbH Volkswagen, включающего марки MAN, Scania, Volkswagen Trucks & Bus и Volkswagen Коммерческие автомобили. Цель холдинга состоит в объединении, центральной координации деятельности и взаимодействии трёх предприятий MAN Truck & Bus AG, MAN Latin America и Scania AB. Руководитель холдинга Андреас Реншлер подчеркнул, что MAN и Scania останутся самостоятельными марками внутри холдинга.

## Подразделения и доли участия

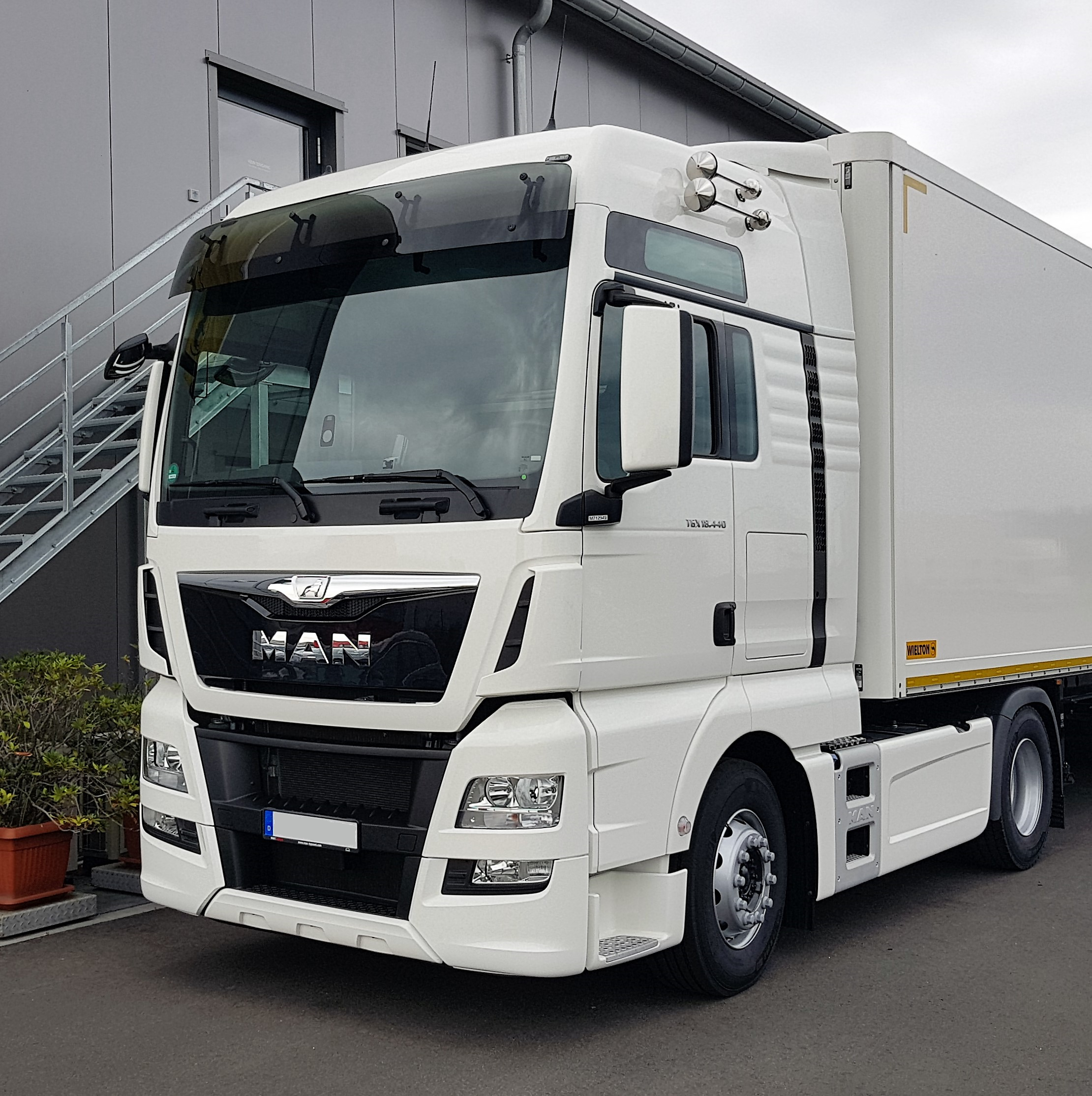
Седельный тягач MAN TGX, 2016 год

Концерн MAN включает в себя два подразделения:
- Commercial Vehicles с субконцернами MAN Truck & Bus и MAN Latin America[нем.], а также долевым участием в производствах MAN Force Trucks (Индия) и Sinotruk (Китай)
- Power Engineering с субконцерном MAN Diesel & Turbo и контрольным пакетом акций компании Renk AG[нем.], производящей компоненты привода

### MAN в России
Коммерческое подразделение MAN в России называется «MAN Truck & Bus Rus».
С 2012 года работал небольшой сборочный завод «MAN Truck & Bus Production Rus» в Санкт-Петербурге. В 2015 году на эту же сборочную линию перевели производство грузовиков Scania «Скания-Питер». С 2016 по 2022 года обе компании эксплуатировали общую сборочную линию мощностью до 6500 грузовиков в год. Однако реальные суммарные объёмы производства обеих марок около 1000 машин в год.В 2024 году завод был закрыт. Впоследствии производственная площадка перешла под контроль подразделения концерна Алмаз-Антей, который организовал на ней производство грузовиков под брендом «БАЗ».

### MAN в Узбекистане
Совместное узбекско-германское предприятие «JV MAN Auto-Uzbekistan» было создано 9 августа 2009 года, согласно постановлению Кабинета Министров № 224 от 07.08.2009 года. C узбекской стороны учредителем предприятия является акционерная компания «Узавтосаноат», с немецкой стороны партнёром выступает MAN Truck & Bus AG.
После подписания 16 февраля 2011 года Президентом Республики Узбекистан Исламом Каримовым постановления «О мерах по дальнейшему развитию производства большегрузных автотранспортных средств» был дан старт строительству комплекса по производству и обслуживанию грузовых автомобилей MAN в Узбекистане. 30 июля 2012 года состоялась церемония открытия нового сборочного завода по производству большегрузных автомобилей MAN.

## Акции

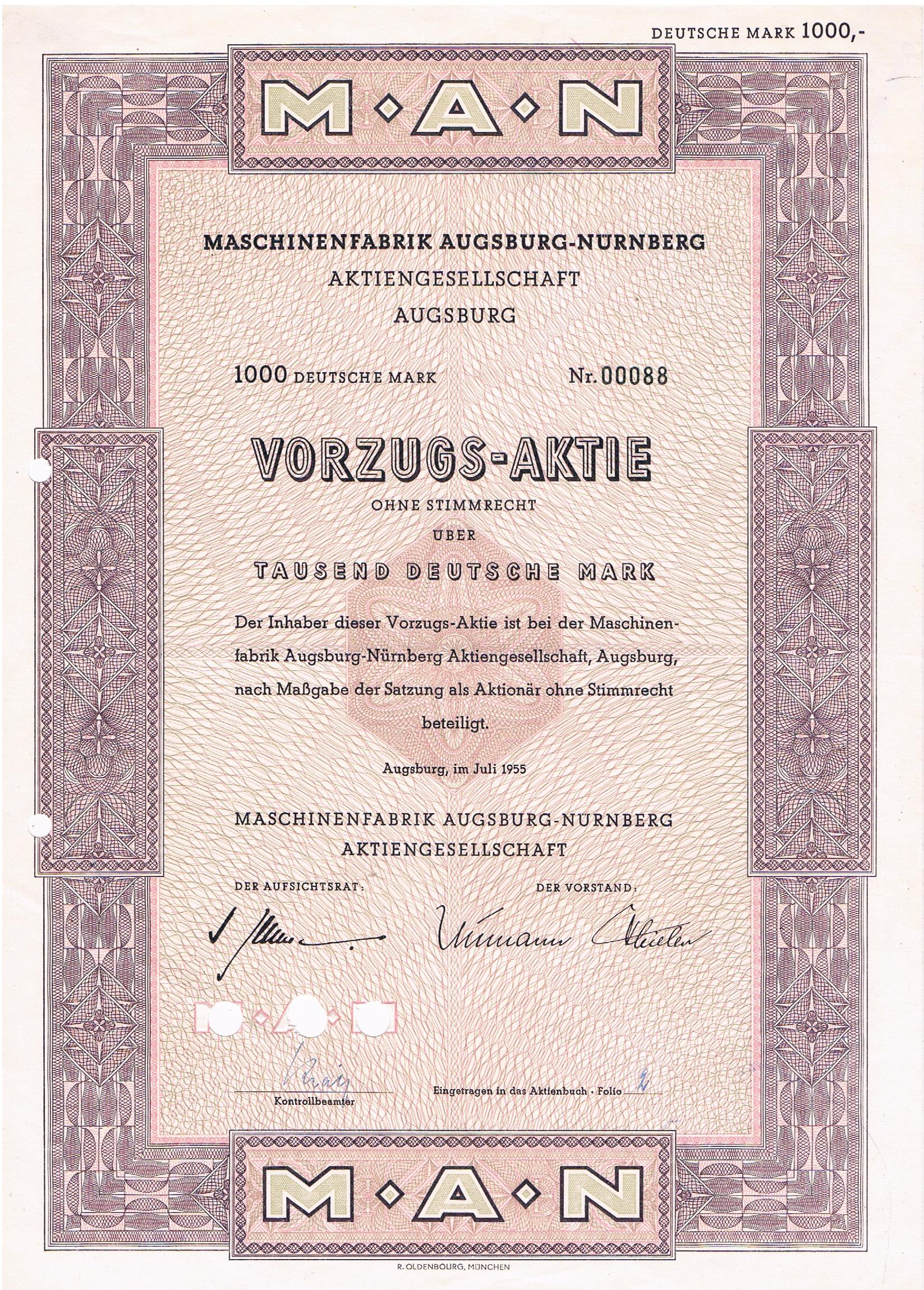
Привилегированная акция компании MAN (1955 год)

Акции компании MAN SE участвуют в торгах на Франкфуртской фондовой бирже. Летом 2009 года 42 % акций находились в свободном обращении (Free-Float) у иностранных инвесторов, 29 % акций принадлежало концерну Volkswagen, 19 % акционерам, не обязанным раскрывать финансовую информацию, и 10 % национальным институциональным инвесторам. 13 апреля 2012 года концерн Volkswagen AG заявил, что является владельцем 73 % акций. 5 июня 2012 года за счёт прироста капитала доля акций концерна Volkswagen AG увеличилась до 75,03 %, что ликвидировало блокирующее меньшинство прочих акционеров.
6 июня 2013 года на общем собрании акционеров большинством голосов были заключены договор об отчислении прибыли и договор о передаче управления между компанией MAN SE и дочерней компанией Volkswagen AG — грузовым холдингом Truck & Bus GmbH (75,28 % акций).
Акции MAN SE продолжают участвовать в торгах на Франкфуртской фондовой бирже, однако все доходы полностью учитываются в годовой отчётности концерна Volkswagen AG. В договоре не предусмотрена регулярная выплата дивидендов. Поэтому все выбывшие акционеры, оставшиеся без выплат, имеют возможность получать годовое денежное возмещение в размере 3,07 евро или единоразовую компенсацию в размере 80,89 евро за каждую обычную или привилегированную акцию.

## Ключевые сделки
| Покупка | Продажа |
| --- | --- |
| 1969: Судостроительная компания Deggendorfer Werft und Eisenbau Gesellschaft входит в состав Gutehoffnungshütte (GHH) | |
| 1971: Автомобильный завод Büssing Automobilwerke AG, Брауншвейг; компания Gräf & Stift, Австрия | 1973: Судостроительная компания Deutsche Werft |
| 1979: Производитель печатных машин и станков Faber & Schleicher | 1990: Подразделения по металлообработке и производству рельсовых транспортных средств проданы компании по производству электрического рельсового транспорта AEG                                |
| 1980: Производитель дизельных двигателей B&W Diesel, Дания | 2003: 50 % акций проданы группе SMS, совладельцу (семейство Вайсс) |
| 1990: Производитель грузовиков Steyr Nutzfahrzeuge AG, Австрия | 2005: Дочерние предприятия и акции: подразделение MAN Technologie, MAN Logistics, MAN Heiztechnik, производитель башенных кранов MAN Wolffkran,металлургический завод Schwäbische Hüttenwerke. |
| 2000/01: производитель коммерческих грузовиков Star Trucks, Польша;производитель грузовиков ERF, Великобритания; компания по производству автобусов Gottlob Auwärter GmbH & Co. KG (Neoplan); компания по производству газовых турбин Sulzer Turbo, Швейцария | 2006: MAN Roland Druckmaschinen |
| 2007: Компания по производству дизельных двигателей SEMT Pielstick куплена подразделением MAN Diesel | 2008: MAN Ferrostaal |
| 2009: марка Volkswagen Caminhões e Ônibus, Бразилия | |
| 2010: EUROLeasing | |

## Бывшие подразделения

### MAN Schienenverkehrstechnik

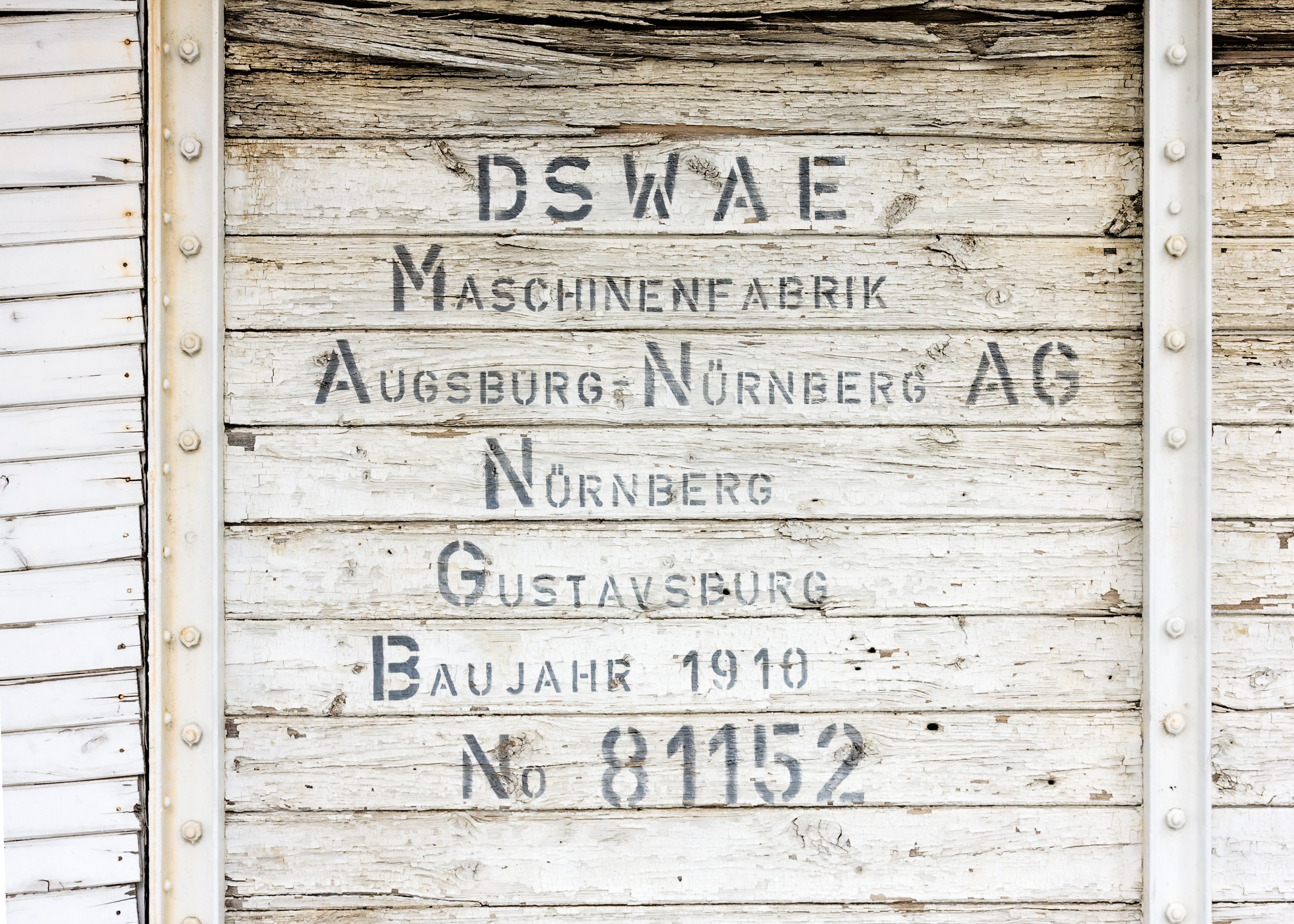
Надпись MAN на грузовом вагоне в Намибии (1910 г.)

Сталелитейный завод Klett & Comp был одной из двух фирм, стоящих у истоков компании MAN. С 1851 года на заводе в Нюрнберге производились в том числе рельсовые транспортные средства. В 1898 году чугунолитейный завод Klett & Comp и машиностроительная фабрика Maschinenfabrik Augsburg объединились в машиностроительное общество Vereinigte Maschinenfabrik Augsburg und Maschinenbauges. Nürnberg AG. C 1908 по 1986 годы предприятие являлось одним из подразделений концерна MAN и выпускало моторвагонный подвижной состав как для железных дорог (напр. рельсовый автобус MAN), так и для внутригородского и пригородного пассажирского сообщения (трамваи, метро и городские скоростные электрички).
В 1986 году подразделение Schienenverkehrstechnik было структурно перенесено из Maschinenfabrik Augsburg Nürnberg AG в MAN Gutehoffnungshütte Schienenverkehrstechnik AG, которое было продано в 1990 году компании по производству электрического рельсового транспорта AEG. С 1 июля 1993 года предприятие носит название AEG Schienenfahrzeuge Nahverkehr & Wagen GmbH, Nürnberg. 1 января 1996 года оно вошло в концерн ABB Daimler Benz Transportation (Adtranz), который в свою очередь стал частью компании по производству рельсового транспорта Bombardier Transportation.
Выпуск рельсовых транспортных средств в Нюрнберге был прекращён в 2001 году. В конце 2000 года последней произведённой моделью стал ICE 3 403 537-4.

### Производство транспорта для железных дорог

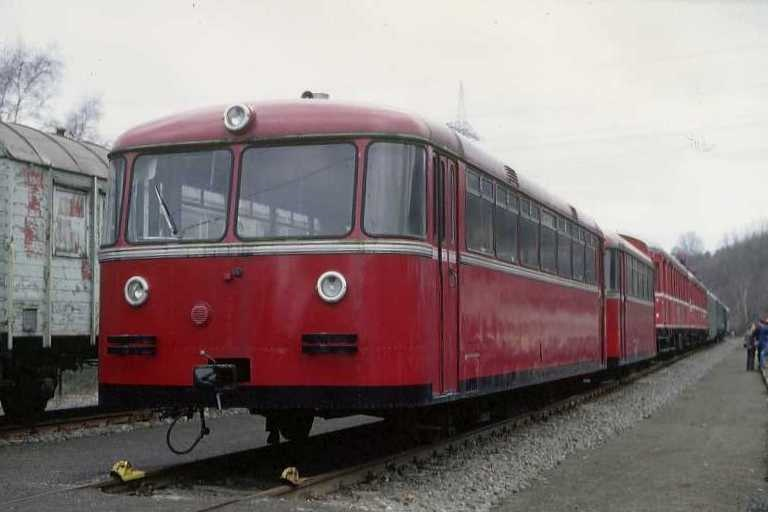
Произведённый по лицензии рельсовый автобус VT 95

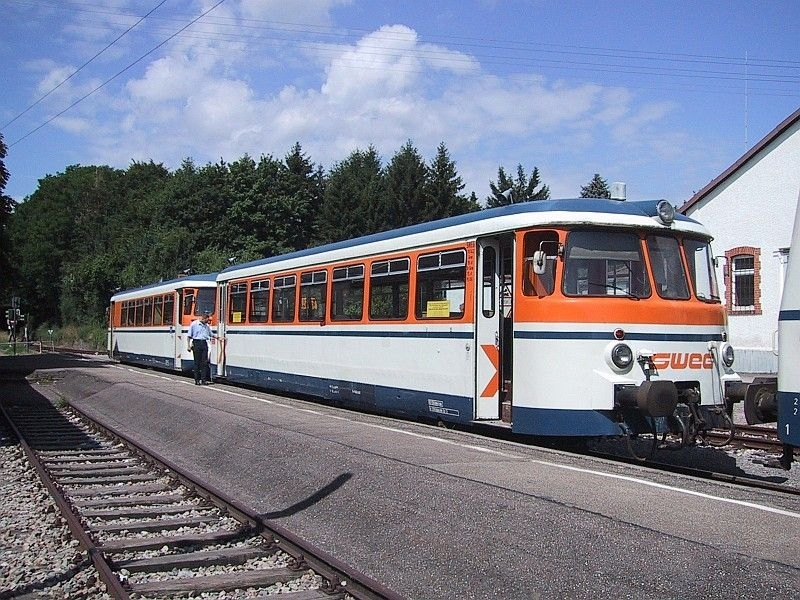
Рельсовый автобус MAN 29 июля 2009 года, Кребсбахталбан), Хюффенхардт

- 1899—1906 годы: электрический моторный вагон для компании по строительству пригородных железных дорог Lokalbahn Aktien-Gesellschaft[нем.], Мюнхен
- 1927—1937 годы: электрические моторные вагоны разных типов для Германской имперской железной дороги Deutsche Reichsbahn Gesellschaft, в частности ET 25[нем.] и скоростной моторный вагон серии «Берлин»[нем.]
- 1954 год: VT 95 и VT 98[нем.] для Германской федеральной железной дороги

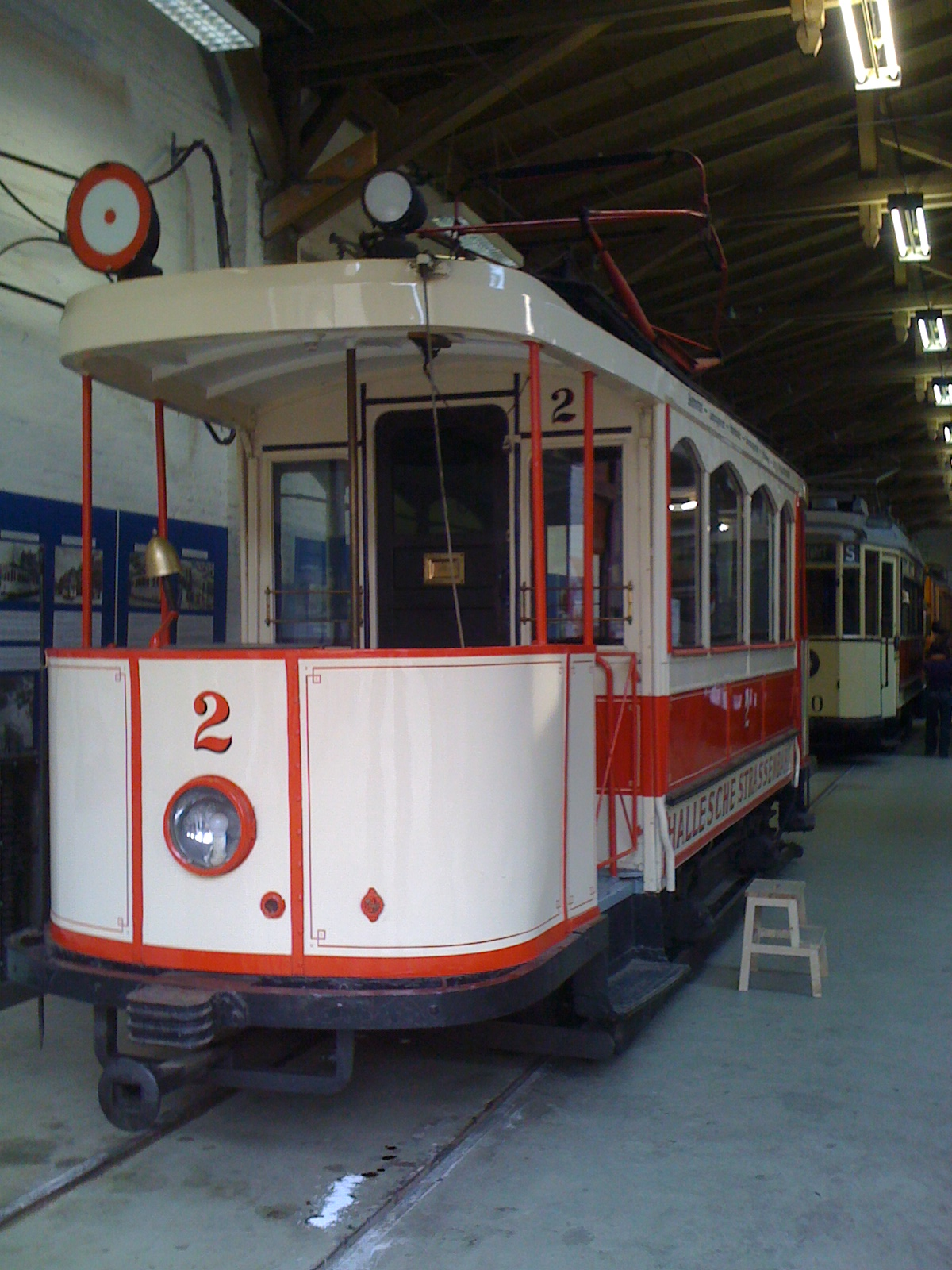
Tw 2 в музее трамваев в Галле

### Производство транспорта для внутригородского и пригородного пассажирского сообщения
- 1908/1928 годы: городской трамвай (Плауэн)[нем.] (1 экземпляр Tw 2 1911 года сохранился в музее трамваев в Галле[нем.])
- 1909 год: (компоненты электрооборудования Siemens) для Dresdner Straßenbahn AG (Моторвагоны 1913, 1920, 1925 годов представлены в музее трамваев в Дрездене)
- 1928 год: (компоненты электрики Siemens) 5 моторных и 6 прицепных вагонов для Кирничтальбан (нем.:Kirnitzschtalbahn)
- 1961 год прицепной вагон типа GB4a для городского трамвая (Бремен)[нем.]
- 1970—1984 годы: (компоненты электрики Siemens) метрополитен (Нюрнберг) тип DT1[нем.]
- 1972—1974 годы моторный вагон для Вуппертальской подвесной железной дороги

### MAN Ackerdiesel
С 1921 г. по 1962 г. (с перерывами) компания MAN производила агротехнику. Тракторы выпускались под маркой MAN Ackerdiesel. В 1962 г. MAN приобрёл компанию Porsche Diesel Motorenbau GmbH. До 1963 года она выпускала тракторы, а затем была продана компании Renault.

### MAN Heiztechnik

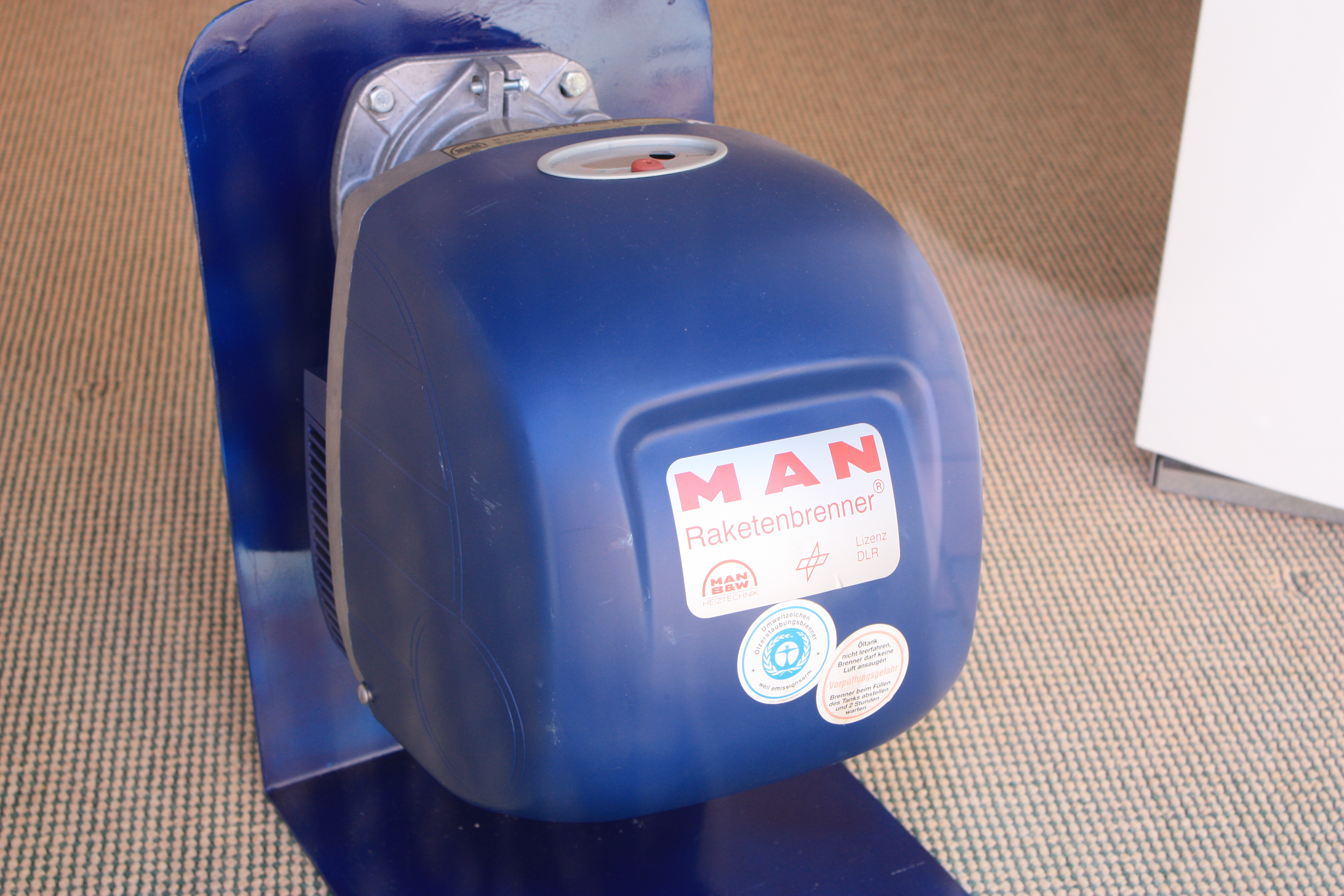
Горелка на жидком топливе MAN

В 1953 г. компания MAN приобрела фирму WAHODAG, специализирующуюся на производстве корабельных турбин и форсунок для жидкого топлива. С 1969 г. MAN Heiztechnik начинает производить мазутные горелки для бытового использования. В 2005 г. фирма была продана новому владельцу и в настоящее время действует под именем MHG Heiztechnik GmbH.

### MAN Technologie
Компания MAN совместно с дочерней фирмой MAN Technologie принимала участие в разработке серии космических ракет-носителей «Ариан». В частности компания MAN поставляла ускорители, топливные баки, резервуары высокого давления и турбонасосы. В настоящее время владельцем MAN Technologie является авиационно-космическая компания MT Aerospace.

### MAN Logistics
Предприятие основано Эрвином Мене в 1922 году в г. Хайльбронн. Вначале специализировалось на изготовлении статичных металлических и сварочных конструкций для мостов и производственных помещений. Постепенно компания стала ведущим поставщиком компонентов, систем и готовых решений для логистической отрасли. В 1968 году компания Mehne GmbH изготовила первый автоматический многоярусный склад для фирмы PAGEDA, оптовой компании по продаже бумаги.
В 1989 году компания Mehne GmbH была приобретена MAN AG и объединена с основанной в 1974 году дочерней фирмой MAN Lager- und Systemtechnik, штаб-квартира которой располагалась в Мюнхене. Штаб-квартира MAN Logistics GmbH и производственные помещения остались в Хайльбронне. С 1 апреля 2005 года компания была выкуплена инвесторами у Штефана Зайдля, занимавшего пост директора с 1997 года, и преобразована из MAN Logistics GmbH в MLOG Logistics GmbH. В 2009 году штаб-квартира и производство переехали в Нойенштадт-ам-Кохер.
В апреле 2010 стало известно, что MLOG Logistics GmbH переходит в состав группы компаний Kardex. По заявлению MLOG Logistics GmbH: Группа компаний Kardex приобрела MLOG Logistics GmbH за 30 млн евро. Предприятие будет осуществлять свою деятельность на прежнем месте, в г. Нойенштадт ам Кохер, под руководством директоров MLOG. Подразделение Kardex MLOG (автоматизированные складские и поточные системы) будет входить в группу компаний Kardex наряду с Kardex Remstar и Kardex Stow.

### MAN Aufzugbau
Компания MAN производила стандартные лифты, эскалаторы, больничные лифты, а также скоростные лифты, например для башни Хеннингера(нем.: Henninger Turm), небоскреба AfE (нем.: AfE-Turm) во Франкфурте и Дома городского совета в Бонне. Производство велось на заводе MAN в Густавсбурге, недалеко от Майнца. В 1980 г. производство лифтов было передано компании Thyssen и до 1984 г. осуществлялось под маркой Thyssen-M.A.N.

### Создание электромобилей
В Австрии проходит испытания один из первых образцов электромобилей на базе MAN TGS с колёсной формулой 2 × 6, но пока что главной проблемой остаётся его слишком маленькая автономность по пробегу, составляющая чуть более 200 км, по утверждениям создателей она будет увеличена в несколько раз.

## Современный модельный ряд
Сегодня компания производит мирные крупнотоннажные грузовики европейского типа (Модели TGX, TGM и TGS), среднетоннажные машины (Модели TGL и TGM), военные грузовики разных классов, а также автобусы разных типов.

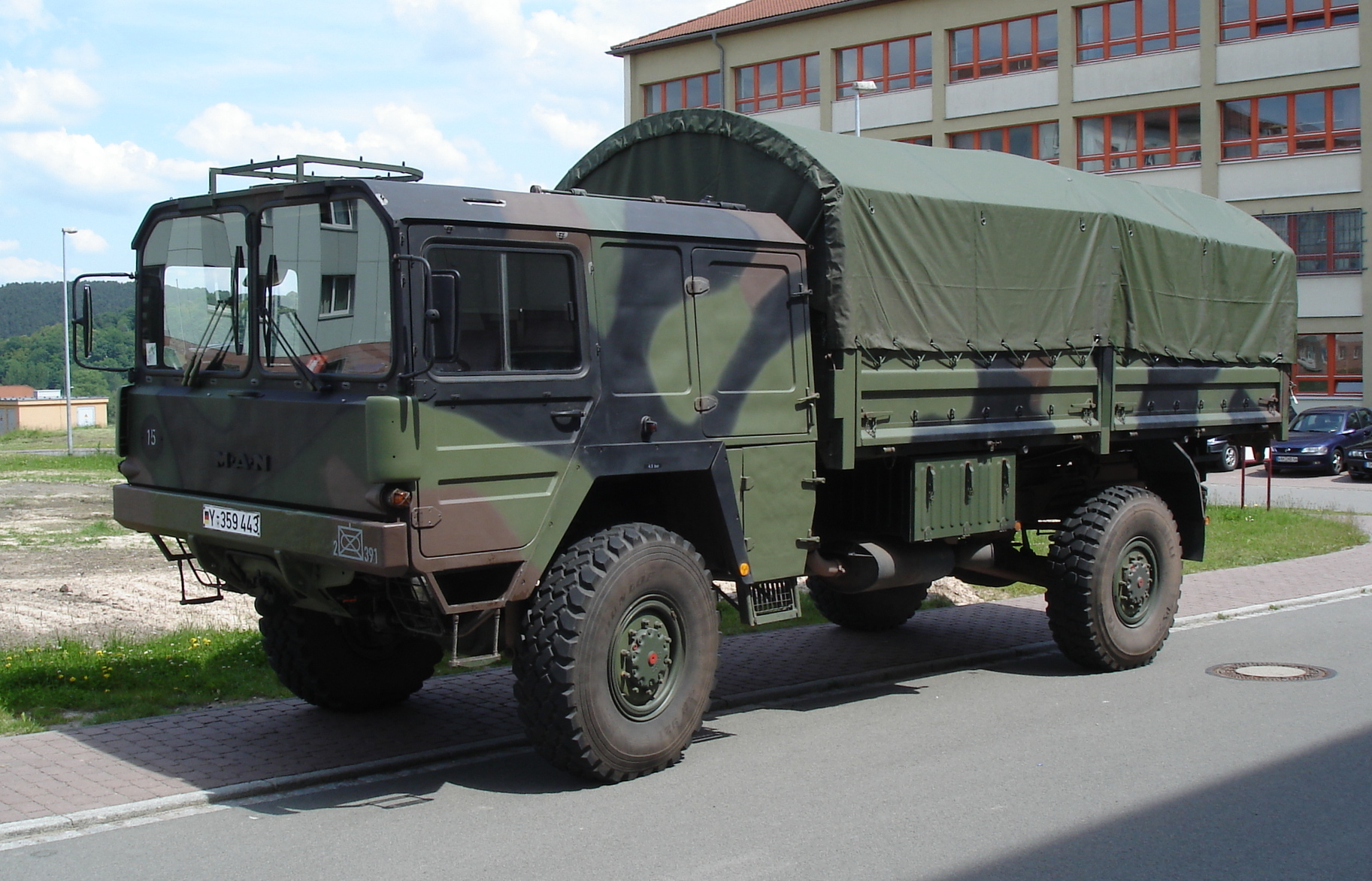
MAN GL на вооружении Бундесвера
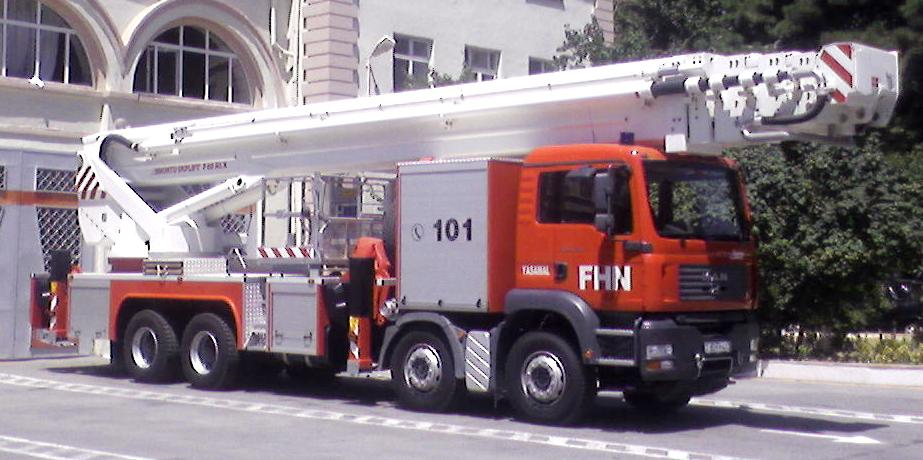
Пожарная лестница на шасси MAN TGA
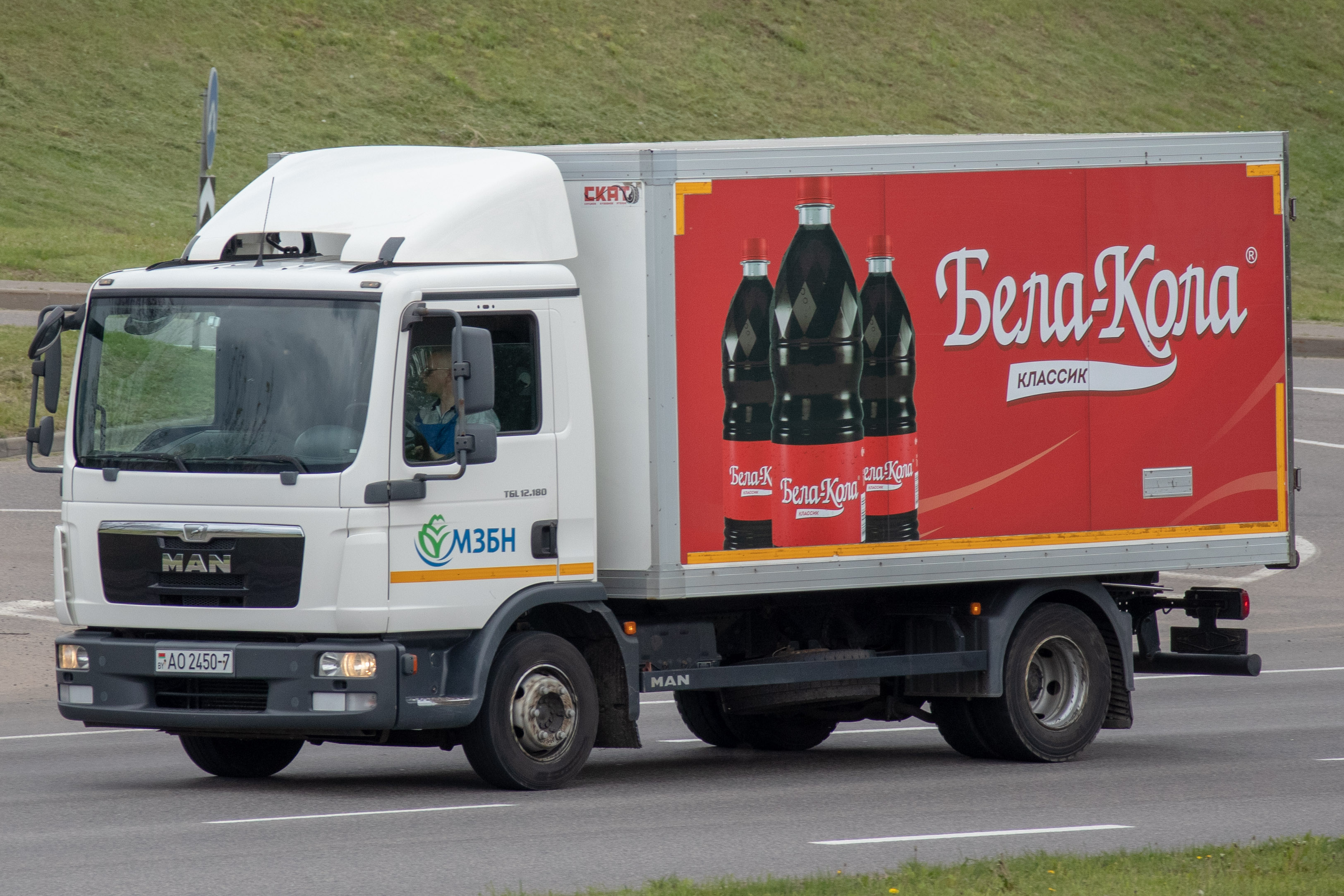
MAN TGL 12.180
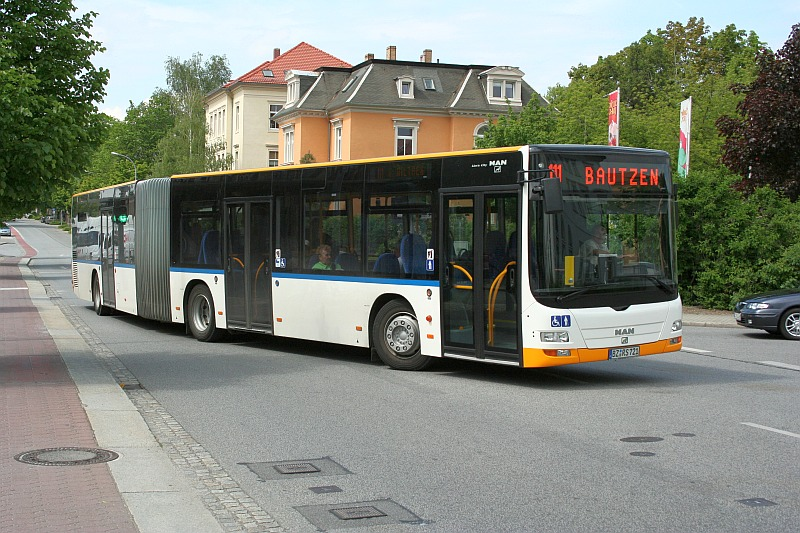
MAN Lion's City
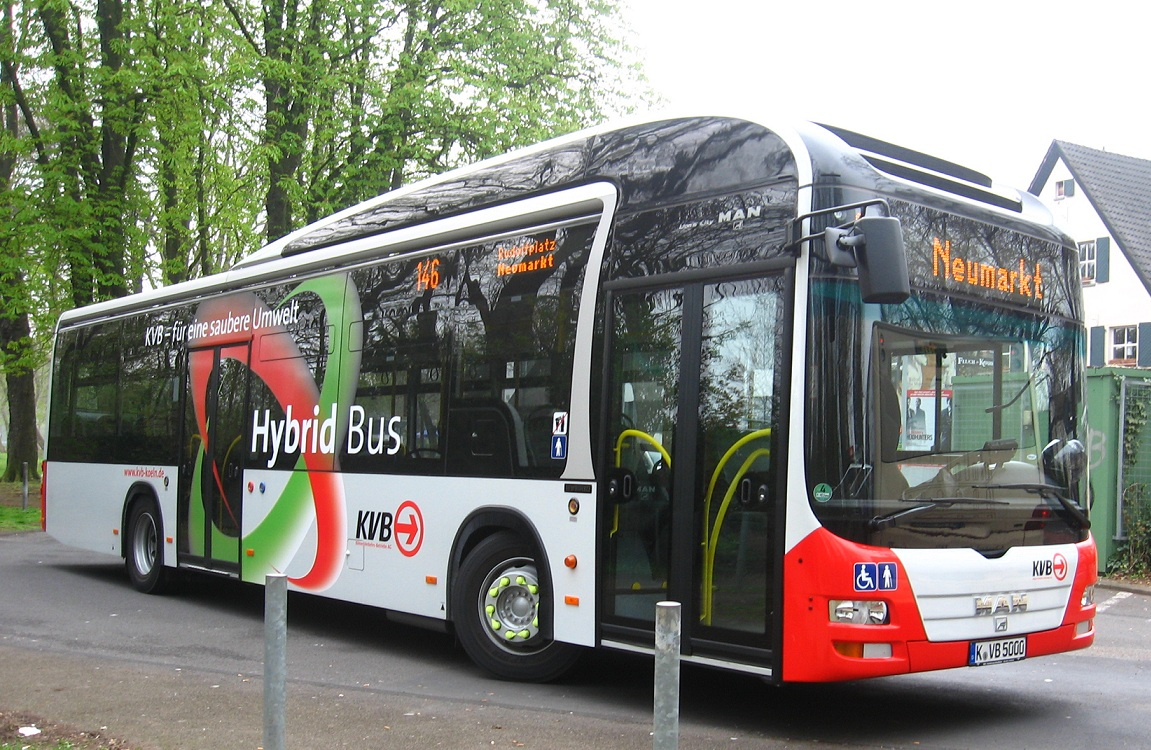
MAN Lion's City Hybrid
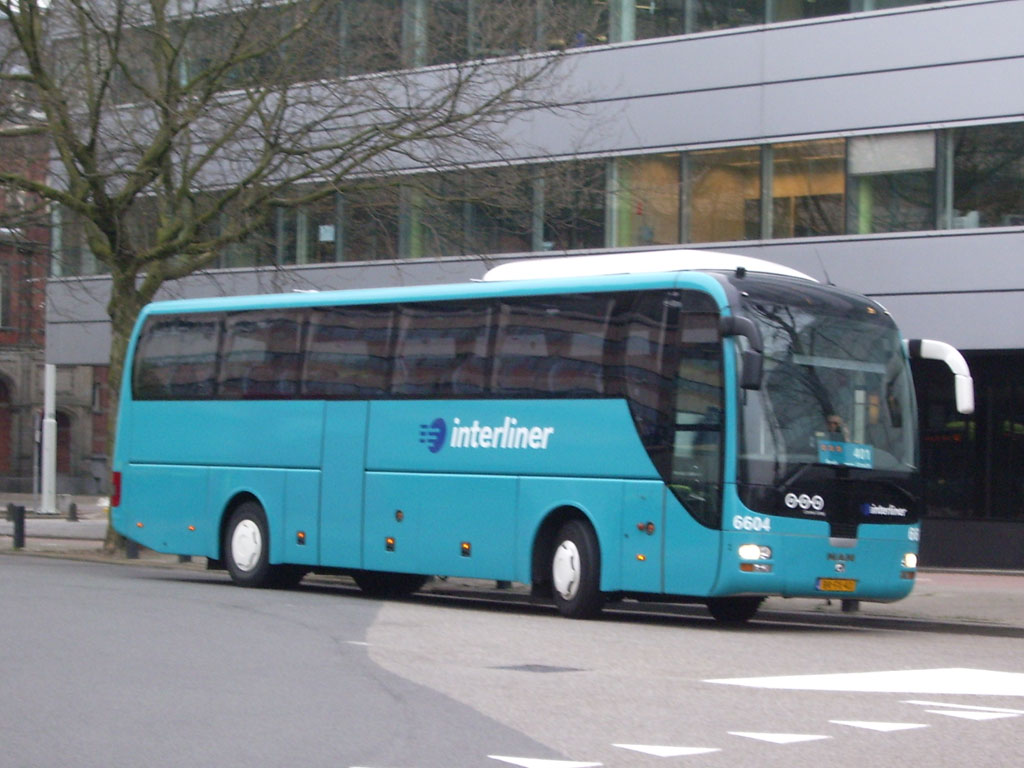
MAN Lion's Coach
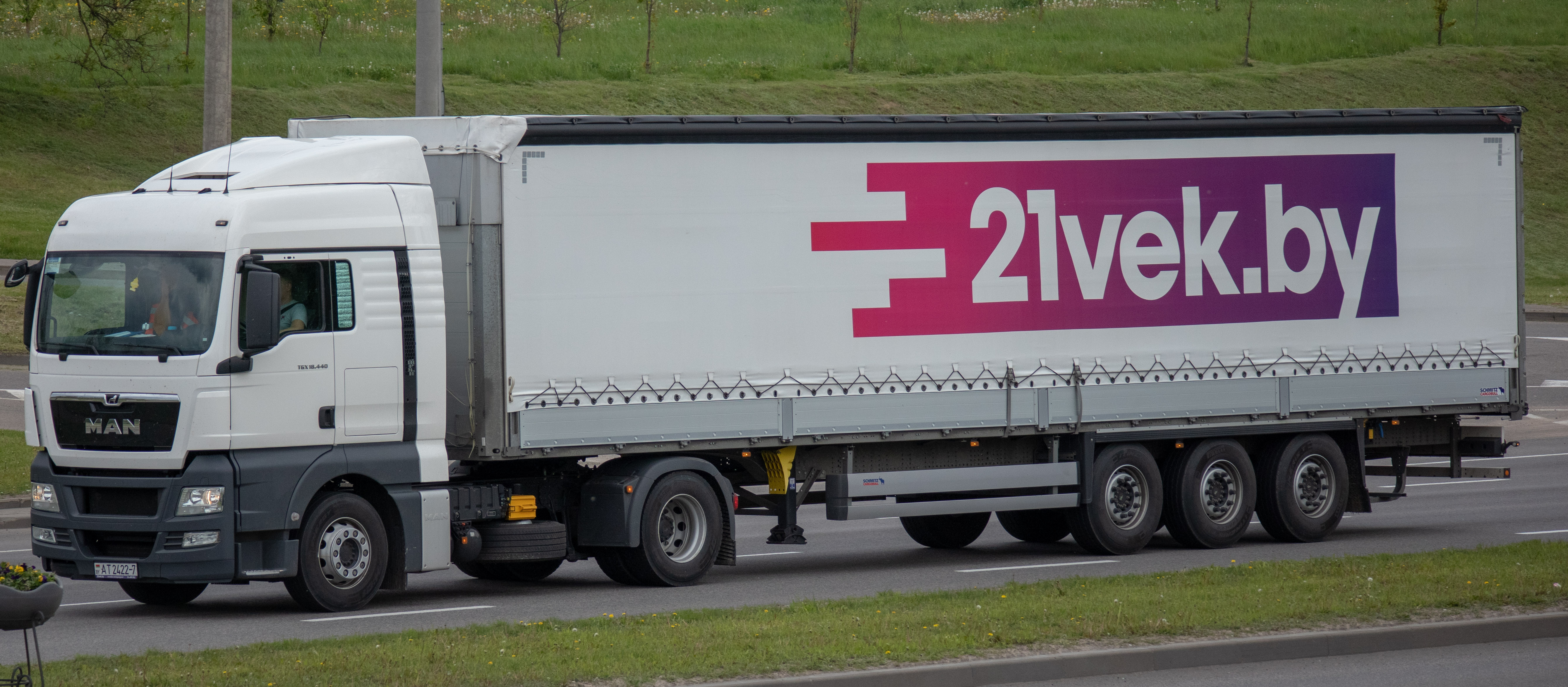
TGX 18.440
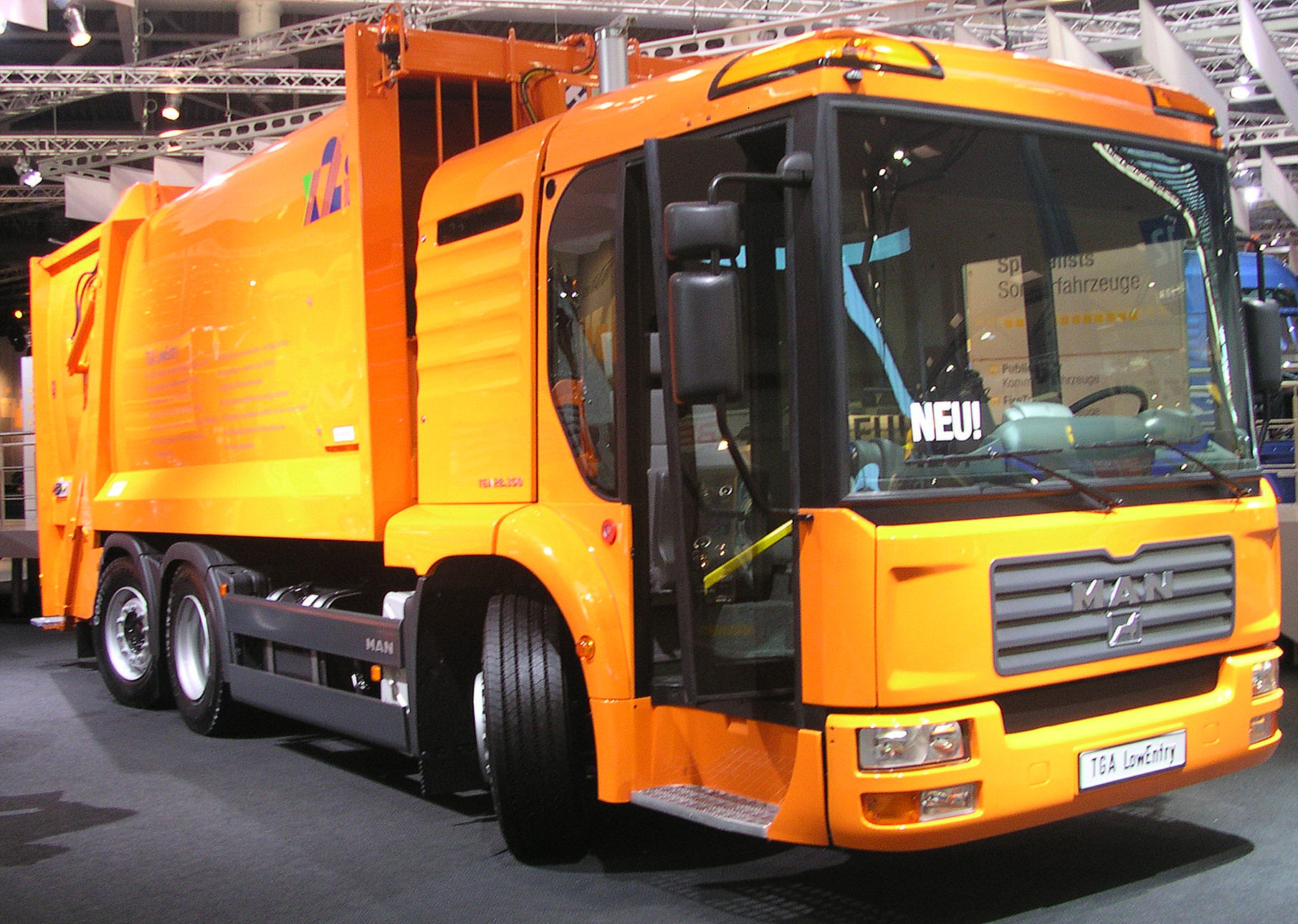
Мусоровоз TGM с заниженной кабиной
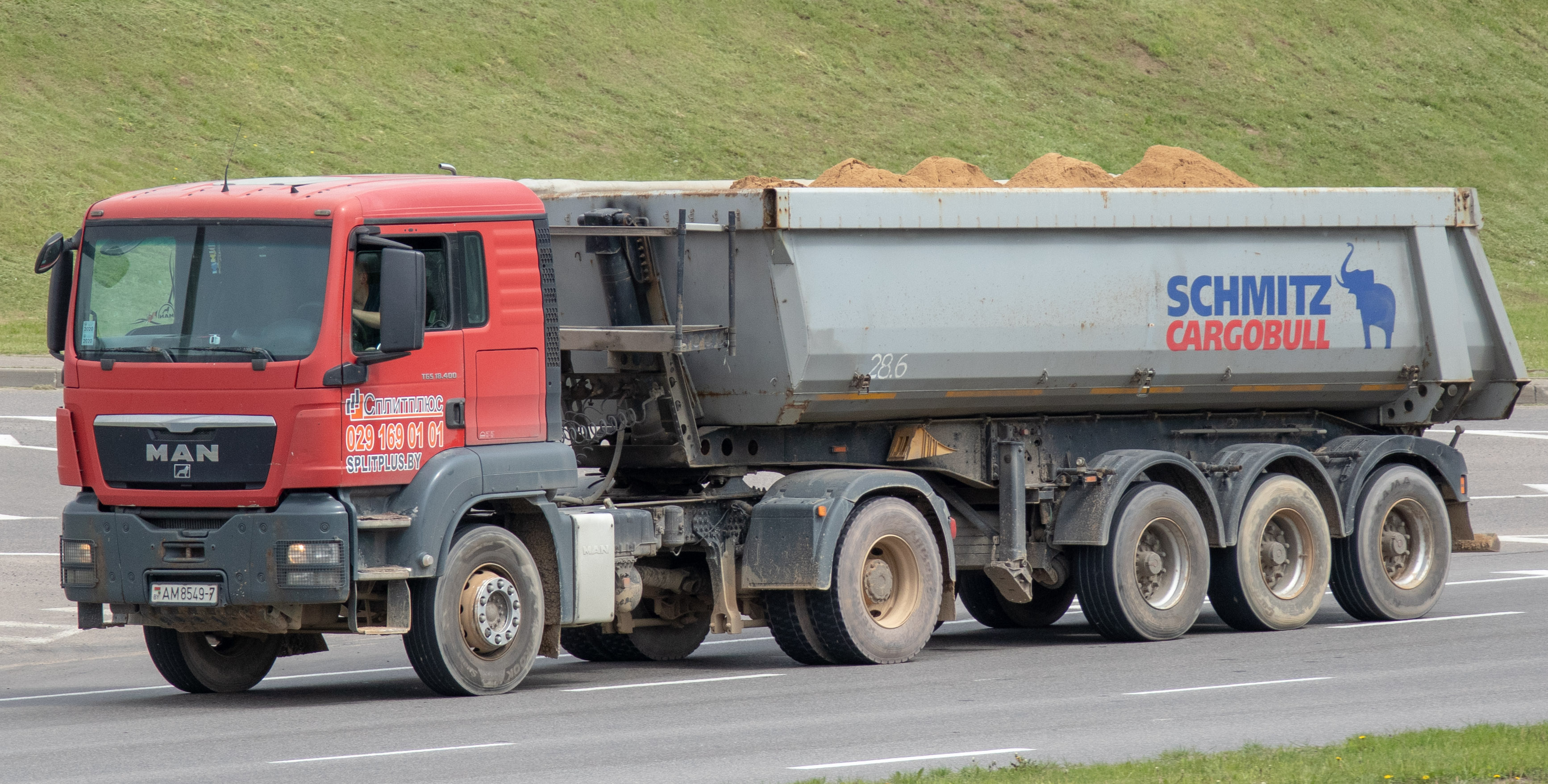
MAN TGS 18.400 с самосвальным полуприцепом
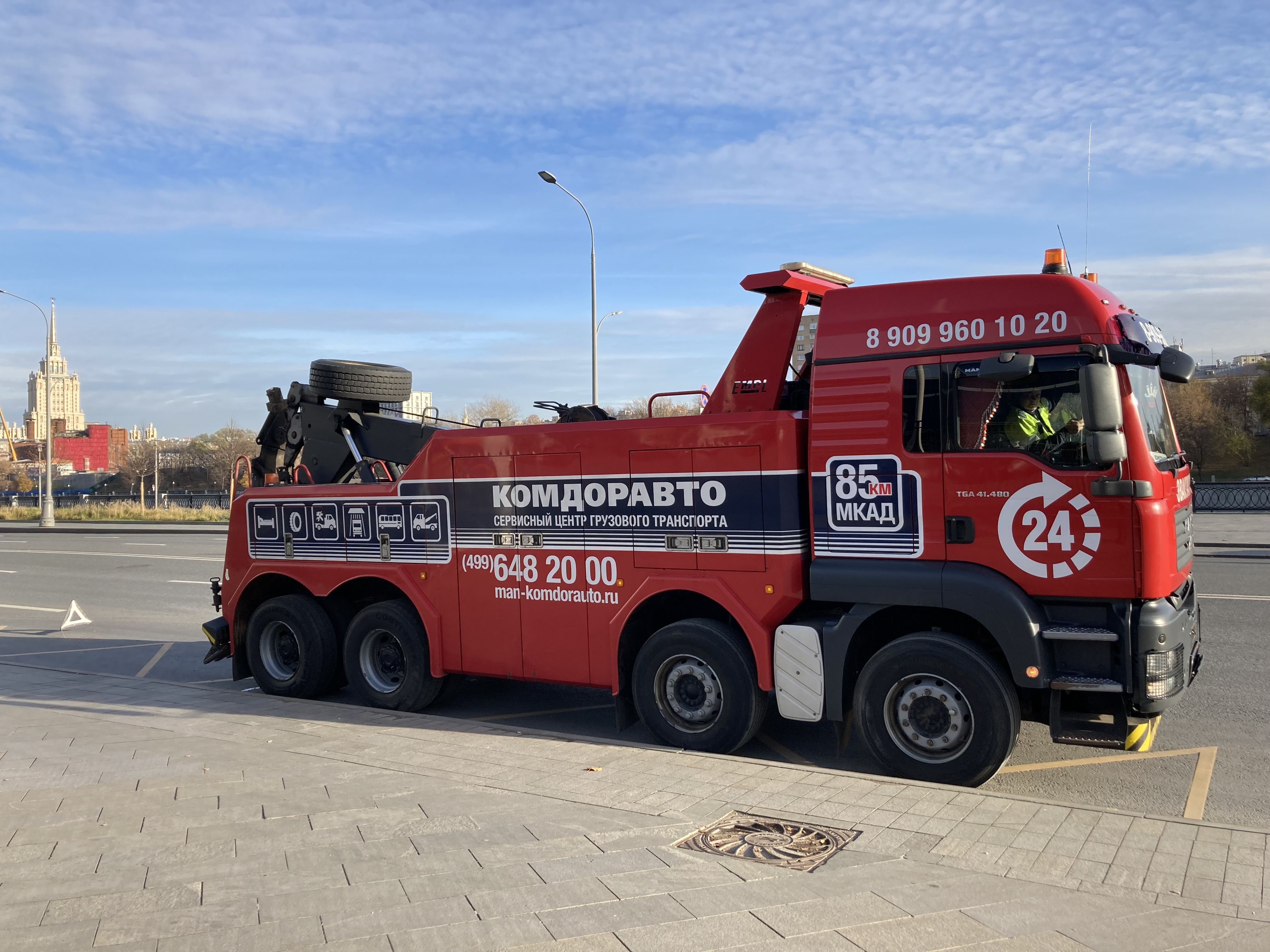
Автоэвакуатор на базе MAN TGA

## Логотип
Логотип автомобилей MAN — Брауншвейгский лев, изображённый на гербе компании Büssing Automobilwerke.